# Dmitri Santalov
Dmitrii Santalov (Blagovéshchensk, 7 de abril de 1996) es un jugador de balonmano ruso que juega de lateral izquierdo en el Chejovskie Medvedi. Es internacional con la selección de balonmano de Rusia.
Su primer gran campeonato con la selección fue el Campeonato Europeo de Balonmano Masculino de 2020.

## Palmarés

### Chejovskie Medvedi
- Liga de Rusia de balonmano (5): 2016, 2017, 2018, 2019, 2020

### Meshkov Brest
- Liga de Bielorrusia de balonmano (2): 2021, 2022
- Copa de Bielorrusia de balonmano (1): 2021

## Clubes
| Club               | País        | Año         |
| ------------------ | ----------- | ----------- |
| Chejovskie Medvedi | Rusia       | 2015 - 2020 |
| Meshkov Brest      | Bielorrusia | 2020 - 2022 |
| Chejovskie Medvedi | Rusia       | 2022 - Act. |